# Ghana vid världsmästerskapen i friidrott 2023
Ghana tävlade vid världsmästerskapen i friidrott 2023 i Budapest i Ungern mellan den 19 och 27 augusti 2023.

## Resultat
Ghanas trupp bestod av sju idrottare.

### Herrar
Gång- och löpgrenar
| Idrottare    | Gren      | Försöksheat | Försöksheat | Semifinal        | Semifinal        | Final            | Final            |
| Idrottare    | Gren      | Resultat    | Placering   | Resultat         | Placering        | Resultat         | Placering        |
| ------------ | --------- | ----------- | ----------- | ---------------- | ---------------- | ---------------- | ---------------- |
| Joseph Amoah | 200 meter | 20,56       | 5           | Gick inte vidare | Gick inte vidare | Gick inte vidare | Gick inte vidare |
| James Dadzie | 200 meter | 0DNF0       | 0DNF0       | Gick inte vidare | Gick inte vidare | Gick inte vidare | Gick inte vidare |

### Damer
Teknikgrenar
| Idrottare      | Gren      | Kval    | Kval      | Final            | Final            |
| Idrottare      | Gren      | Distans | Placering | Distans          | Placering        |
| -------------- | --------- | ------- | --------- | ---------------- | ---------------- |
| Deborah Acquah | Längdhopp | 6,50    | 19        | Gick inte vidare | Gick inte vidare |